# Nephopterix divisella
Nephopterix divisella is een vlinder uit de familie snuitmotten (Pyralidae). De wetenschappelijke naam van deze soort is voor het eerst geldig gepubliceerd in 1842 door Duponchel.
De soort komt voor in tropisch Afrika.